# Анамур
Анамур — місто та район у провінції Мерсін, Туреччина, найзахідніший район провінції, що межує з провінцією Анталія. В Анамурі знаходиться найпівденніша точка Анатолії.

## Назва
Слово походить від давньогрецького «Anemourion» (Ἀνεμούριον), латинізованого як «Anemurium», що означає «вітряний млин».

## Історія
Місто було засноване фінікійцями, потім воно було захоплене ассирійцями та хетами. Під час хеттського періоду в дванадцятому столітті до нашої ери правитель Туталія IV надав Анемурій Маттуваті, який знайшов притулок у його королівстві. Маттувата скористався слабкістю хетів, заснувавши власне королівство зі столицею в Анемурії. Його правління поширювалося аж до Афйона, що в центральній Анатолії. Наприкінці дванадцятого століття ця територія була зайнята кочовим племенем, яке прийшло з-за Кавказьких гір. Стародавні греки називали це плем’я «людьми вітру» (Ἀνέμου γένος), на честь яких і було названо місто. Точні причини цієї назви невідомі. Найімовірнішим поясненням є те, що вони поклонялися богу вітру, можливо, схожому на грецького Еола. Потім місто знову потрапило під контроль фінікійців, а пізніше персів. У 333 році до н.е. Александр Македонський включив це місто в межі Македонської імперії, а пізніше його успадкували Селевкіди, потім місто потрапило під контроль Римської імперії. Це узбережжя було подаровано Марком Антонієм Клеопатрі як весільний подарунок, а під час розкопок були виявлені римські монети, датовані роками між імператорами Титом (79–81 рр. н. е.) і Валер'яном (253–259 рр. н. е.). На зміну Римській імперії прийшла Візантія.
Вперше місто було окуповане ісламською армією за часів Умара ібн аль-Хаттаба.
У XI-XIII століттях місто входило до складу Кілікійського царства.
У тринадцятому столітті Караманіди, турецька династія у Центральній Анатолії, розширили свої кордони до міста, побудувавши міст Алакопру (який і досі можна побачити по дорозі до Анкари) і захопили місто в 1290 році у кілікійських вірмен. Місто також перебувало під владою Румського султанату між 1075 і 1099 роками а пізніше знову між 1228 і 1246 роками.

## Клімат
Анамур має середземноморський клімат за класифікацією Кеппена (Csa).
| Клімат Анамур                              | Клімат Анамур | Клімат Анамур | Клімат Анамур | Клімат Анамур | Клімат Анамур | Клімат Анамур | Клімат Анамур | Клімат Анамур | Клімат Анамур | Клімат Анамур | Клімат Анамур | Клімат Анамур | Клімат Анамур |
| Показник                                   | Січ.          | Лют.          | Бер.          | Квіт.         | Трав.         | Черв.         | Лип.          | Серп.         | Вер.          | Жовт.         | Лист.         | Груд.         |               |
| Абсолютний максимум, °C                    | 21,5          | 23,2          | 26,4          | 31,2          | 37,0          | 41,0          | 42,0          | 40,0          | 38,2          | 34,6          | 30,3          | 25,9          |               |
| Середній максимум, °C                      | 15,7          | 15,9          | 18,2          | 21,4          | 25,3          | 29,6          | 32,8          | 33,0          | 30,9          | 26,9          | 21,6          | 17,3          |               |
| Середній мінімум, °C                       | 8,1           | 8,1           | 9,6           | 12,3          | 15,8          | 19,8          | 23,0          | 23,0          | 20,1          | 16,8          | 12,8          | 9,6           |               |
| Абсолютний мінімум, °C                     | 0,3           | −0,8          | −0,7          | 3,6           | 8,6           | 12,2          | 16,2          | 15,8          | 10,8          | 8,2           | 2,3           | 1,2           |               |
| Середня кількість сонячних годин на місяць | 145,7         | 154           | 213,9         | 246           | 303,8         | 327           | 344,1         | 337,9         | 306           | 251,1         | 192           | 145,7         |               |
| Норма опадів, мм                           | 186.0         | 140.9         | 87.7          | 52.7          | 22.6          | 5.6           | 0.9           | 3.7           | 13.7          | 72.6          | 138.1         | 199.4         |               |
| Днів з дощем                               | 13,2          | 11,5          | 9,5           | 7,4           | 4,1           | 1,9           | 1,0           | 1,1           | 2,5           | 5,5           | 8,4           | 12,5          |               |
| ------------------------------------------ | ------------- | ------------- | ------------- | ------------- | ------------- | ------------- | ------------- | ------------- | ------------- | ------------- | ------------- | ------------- | ------------- |

## Історичні пам'ятки

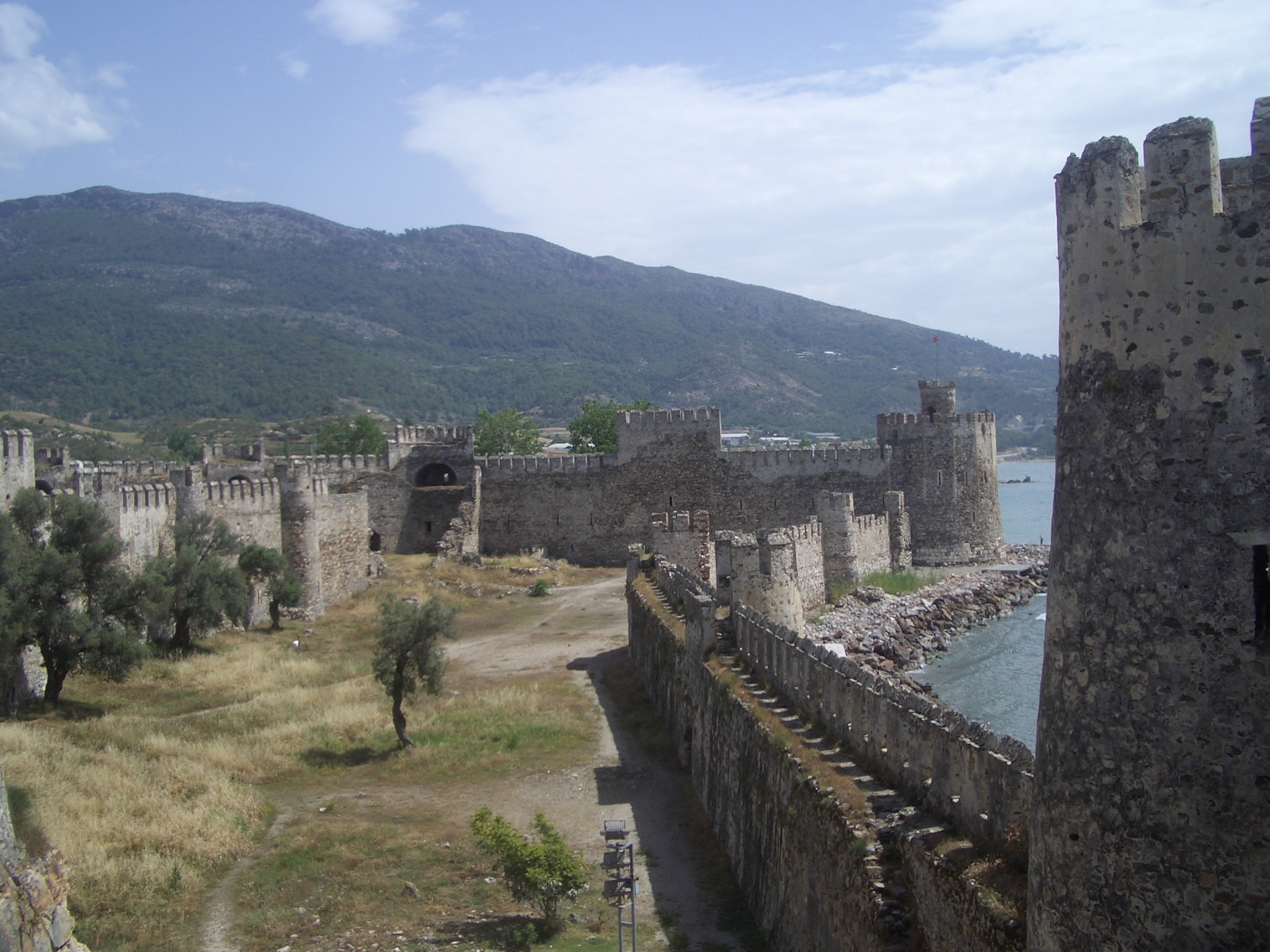
Замок Мамуре

- Замок Мамуре — добре збережений середньовічний замок, приблизно за 7 км на південний схід від Анамуру. Спочатку був побудований римлянами в 3-4 столітті нашої ери, був розширений Візантійською імперією та хрестоносцями. Після того, як сельджукський султан Ала ад-Дін Кей-Кубад захопив замок у 1221 році, він відбудував його в теперішньому вигляді. Замок складається з трьох дворів з 39 вежами. В одному з дворів є старовинна мечеть з мінаретом, побудована Махмуд-беєм із Карамана в 1300-1308 роках, яка все ще відкрита для богослужіння. На протилежному боці – руїни лазні. Замок складається з двох секцій з двома лініями валів між ними, а доріжка вздовж валів з’єднує обидві сторони.
- Анемуріум — залишки античного міста, побудованого між 100 р. до н.е. та 600 р. н.е. Розташований за 6 км на південний захід від Анамуру, на узбережжі. Кам'яні стіни міста все ще частково недоторкані, збереглися багато мозаїк. Малий театр або одеон досі майже не пошкоджений, він стоїть навпроти великого театру, що зберігся гірше. Місто мало складну систему водопостачання, про що свідчать залишки акведуків. Є також акрополь, що містить руїни палацу, який мав власне водопостачання. Навколо міських стін є багато давньоримських гробниць, у яких навіть є невеликі передпокої для відвідувачів. Це місце було розкопано канадськими командами з Університету Торонто та Університету Британської Колумбії.